# Mobilink (Algérie)
Ne doit pas être confondu avec Mobilink.
Mobilink est une société privée de télécommunication fixe algérienne, créée en 2004, connue pour la marque du produit qu'elle commercialise les publiphones "ORIA" (Téléphone public à carte). Cette entreprise a pour projet d'installer 20 000 publiphones (téléphone public) sur le territoire algérien ORIA.